# Pro Evolution Soccer 6
Pro Evolution Soccer 6 is een voetbalsimulatiespel dat verscheen op 27 oktober 2006 in Nederland en België voor Xbox 360, PlayStation 2, Nintendo DS en pc. Voor PlayStation Portable kwam het spel in Europa uit op 1 december 2006.

## Gameplay
In Pro Evolution Soccer 6 zijn er enkele licenties bijgekomen, waaronder de licentie van het Nederlands elftal. Evenals FIFA 07 bevat Pro Evolution Soccer 6 de Europese competities, alleen kloppen enkele namen bij Pro Evolution Soccer 6 niet omdat men de licenties nog niet heeft. Dat is voornamelijk in Engeland. Alleen Manchester United en Arsenal hebben een licentie, maar ook Happy Feet en R-Bony (met slagzinnen als: take it to the bone, own the bone). Deze clubs hebben supersterren zoals Ari, Laca Boni en Naldonkie. Dit zijn niet de echte namen omdat Konami sinds 1996 probeert om de rechten van de voetbalspelers te bemachtigen. Ze streven naar een spelersdatabase parallel aan de beruchte concurrent FIFA. De Italiaanse, Nederlandse, Spaanse en Franse zijn wel helemaal compleet. Er zijn modi als Master League, waarin men een team kan samenstellen en naar de top kan brengen. Ook kan de speler in competities diverse prijzen winnen om zijn prijzenkast te vullen.